# TAG 7
Die TAG 7 ist eine Heißdampflokomotive, die 1936 mit der Fabriknummer 15582 von Krauss-Maffei als EAG 7 für die private Eisenbahn-Aktiengesellschaft Schaftlach-Gmund-Tegernsee (EAG) – der späteren Tegernsee-Bahn AG (TAG) – entwickelt und gebaut wurde. Sie ist heute im Besitz des Bayerischen Localbahnvereins.
Die Tenderlokomotive mit der Achsfolge 1’D1’ gilt als die letzte und stärkste Lokalbahnlokomotive, die in Bayern konstruiert wurde. Eine Leistung von 470 PSi (346 kW) erlaubte in beide Fahrtrichtungen eine Höchstgeschwindigkeit von 70 km/h. Die EAG benötigte die neue Maschine als Entlastung für ihre beiden kleineren Maschinen EAG 5 und 6 (Typ Bayerische GtL 4/4) und um die inzwischen veralteten Maschinen EAG 3 und 4 allmählich aus dem Dienst entlassen zu können. Die TAG 7 bewährte sich so gut, dass ein Jahr später zwei Maschinen von der Lokalbahn Aktien-Gesellschaft (LAG) nachgebaut wurden (LAG Nr. 87 und 88).
Die TAG 7 diente bis 1975 als Betriebsreserve der Tegernsee-Bahn, gleichzeitig fanden in den 1970er Jahren bereits erste Museumsfahrten am Tegernsee statt, organisiert von einer Arbeitsgruppe der Deutschen Gesellschaft für Eisenbahngeschichte (DGEG). Als wegen des Fristablaufs der TAG 7 ein Ende der Fahrten und eine Verschrottung der Maschine drohte, gründete sich der Bayerische Localbahnverein, um das Geld für die notwendige Hauptuntersuchung der TAG 7 aufzubringen. Die Maschine – de jure immer noch Eigentum der TAG – blieb bis Ende der 1990er Jahre am Tegernsee stationiert, wobei der Localbahnverein alle weiteren Untersuchungen und Wartungen finanzierte. 1999, nach dem Übergang des Fahrbetriebs auf der Tegernsee-Bahn an die Bayerische Oberlandbahn, verkaufte die TAG schließlich die Maschine an den Verein. Gleichzeitig musste das Bahnbetriebswerk in Tegernsee geräumt werden; die TAG 7 ist seitdem im Bw Landshut stationiert. Seit Mai 2005 verfügt die TAG 7 über das Zugbeeinflussungssystem PZB 90. Aufgrund eines Kesselschadens ist die Lok abgestellt, der Verein plant den Bau eines neuen Kessels.